# Голдсуорси, Адриан
Адриан Кейт Голдсуорси (также Голдсуорти; англ. Adrian Goldsworthy, ˈgoʊldzˌwɜrði; род. 1969, Пенарт, Вейл-оф-Гламорган) — британский историк; антиковед и медиевист-византинист, а также писатель, автор военно-исторических романов.

## Биография
Адриан Голдсуорси окончил школу в Пенарте, Уэльс, после чего изучал античную и современную историю в колледже святого Иоанна (Оксфорд). Защитил там в 1994 году диссертацию на PhD по военной истории, которая легла в основу его первой научной книги.
После защиты диссертации Голдсорси устроился преподавать в Кардиффский университет, где получил должность младшего научного сотрудника на два года. После этого он недолгое время преподавал в Королевском колледже Лондона и в течение шести лет по программе обмена занимал должность адъюнкт-профессора Нотр-дамского университета. В дальнейшем он выступал консультантом шоу Time Commanders и на американском History Channel. Начиная с 2010 года совмещает научную работу профессора Кардиффского университета с написанием военно-исторических романов, первые из которых были посвящены Наполеоновским войнам, а дальнейшие — Римской Британии.
Христианин. Проживает в Южном Уэльсе.

## Работы
- The Roman Army at War 100 BC — AD 200 (OUP, 1996)
- Roman Warfare (Cassell, 2000) ISBN 0-304-35265-9
- The Punic Wars (Cassell, 2000) ISBN 0-304-35967-X
  - Reprint title: The Fall of Carthage: The Punic Wars 265—146 BC, (Cassell, 2003) ISBN 978-0-304-36642-2
- Fields of Battle: Cannae (Orion[англ.], 2001) ISBN 0-304-35714-6
- Caesar’s Civil War: 49-44 BC (2002), Osprey Publishing
- In the Name of Rome: The Men Who Won the Roman Empire (Orion, 2003) ISBN 0-7538-1789-6
- The Complete Roman Army (Thames & Hudson[англ.], 2003) ISBN 0-500-05124-0
- Caesar, Life of a Colossus, (Yale University Press, 2006) ISBN 0-300-12048-6[7]
- The Fall of the West: The Death of the Roman Superpower (Orion 2009)
  - U.S. title: How Rome Fell: Death of a Superpower, (Yale University Press, 2009) ISBN 0-300-13719-2
- Antony and Cleopatra (2010); Yale University Press
- Augustus: First Emperor of Rome, (Yale University Press, 2014) ISBN 0-300-17872-7
- Pax Romana. War, Peace and Conquest in the Roman World, (Orion Publishing Co, 2016) 528 p ISBN 0-297-86428-9[4]
- Hadrian’s Wall (2018).
- Philip and Alexander: Kings and Conquerors (Head of Zeus, 2020)

### Переведённые на русский язык
- Голдсуорти Адриан. Во имя Рима. Люди, которые создали Империю = The Men Who Won the Roman Empire. — М.: АСТ:ТранзитКнига, 2006. — 540 с. — (Историческая библиотека). — 5000 экз. — ISBN 5-17-035706-0. — ISBN 5-9587-3900-0.
- Голдсуорси Адриан. Юлий Цезарь : полководец, император, легенда = Caesar, Life of a Colossus / пер. с англ. К. Савельева. — М.: Эксмо, 2007. — 669, [1] с. — (Колесо истории). — 5100 экз. — ISBN 978-5-699-23148-5.
- Голдсуорти Адриан. Октавиан Август = Augustus: First Emperor of Rome / пер. А. В. Короленкова. — М.: АСТ, 2018. — 608 с. — (Всемирная история). — 1500 экз. — ISBN 978-5-17-088484-1.
- Голдсуорти Адриан. Падение Запада. Медленная смерть Римской империи = The Fall of the West: The Death of the Roman Superpower / пер. А. В. Короленкова и Е. А. Семёновой. — М.: АСТ, 2014. — 736 с. — (Страницы истории). — 2000 экз. — ISBN 978-5-17-080843-4.

## Романы
- Napoleonic Wars Series
  - True Soldier Gentlemen (2011), (George Weidenfeld & Nicolson) ISBN 0-297-86035-6; his first novel
  - Beat the Drums Slowly (2011)
  - Send Me Safely Back Again (2012)
  - All in Scarlet Uniform (2013)
  - Run Them Ashore (2014)
  - Whose Business is to Die (2015)
- Roman Britain Series
  - Vindolanda (Head of Zeus, 2017) ISBN 9781784974701
  - The Encircling Sea (Head of Zeus, 2018) ISBN 9781784978167
  - Brigantia (Head of Zeus, 2019) ISBN 9781784978198
  - The Fort (Head of Zeus, 2021) ISBN 9781789545746
  - The City (Head of Zeus, 2022) ISBN 9781789545784